# Expedice 60
Expedice 60 byla šedesátou expedicí na Mezinárodní vesmírné stanici (ISS). Byla šestičlenná, tři členové přešli z Expedice 59, zbývající trojice na ISS přiletěla v Sojuzu MS-13. Začala 24. června 2019, skončila s odletem Sojuzu MS-12 3. října téhož roku.
Sojuz MS-12 a Sojuz MS-13 expedici sloužily jako záchranné lodě. 

## Posádka
| Posádka         |                                  |
| --------------- | -------------------------------- |
| Velitel         | Alexej Ovčinin (4), Roskosmos    |
| Palubní inženýr | Nick Hague (1), NASA             |
| Palubní inženýr | Christina Kochová (1), NASA      |
| Palubní inženýr | Alexandr Skvorcov (3), Roskosmos |
| Palubní inženýr | Luca Parmitano (2), ESA          |
| Palubní inženýr | Andrew Morgan (1), NASA          |

V závorkách je uveden dosavadní počet letů do vesmíru včetně této mise.